# Magic Mike XXL
Série
Magic Mike
(2012) Magic Mike : Dernière danse
(2023)
Pour plus de détails, voir Fiche technique et Distribution.
Magic Mike XXL est un film américain réalisé par Gregory Jacobs et sorti en 2015. C'est la suite de Magic Mike (2012), produit et réalisé par Steven Soderbergh, qui est directeur de la photographie et monteur sur cette suite.
Un troisième film, Magic Mike : Dernière danse, sort en 2023.

## Synopsis

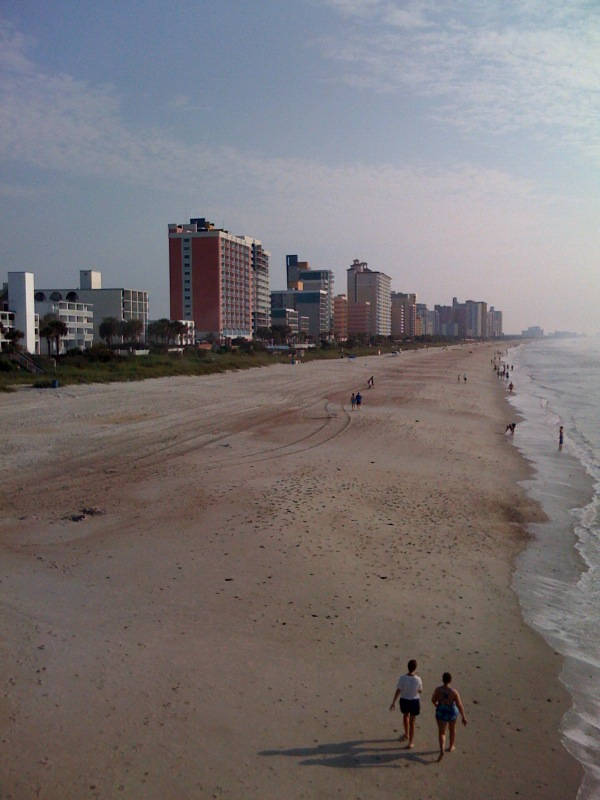
Myrtle Beach en Caroline du Sud.

Trois ans après avoir abandonné sa vie de stripteaseur, Mike Lane se concentre désormais sur sa vie d'entrepreneur de meubles design. Un jour, il reçoit un appel de Tarzan l'informant de la mort de Dallas. Mike se rend alors à ce qu'il croit être une veillée funèbre. En réalité, il retrouve Tarzan, « Big » Dick, Tito, Tobias et Ken. Ces derniers veulent l'embarquer pour un road trip de Tampa vers Myrtle Beach en Caroline du Sud, pour assister à une convention de stripteaseurs.

## Fiche technique
Sauf indication contraire, les informations mentionnées dans cette section peuvent être confirmées par la base de données cinématographiques IMDb,  présente dans la section « Liens externes ».
- Titre original et français : Magic Mike XXL
- Réalisation : Gregory Jacobs
- Scénario : Reid Carolin
- Photographie et montage : Steven Soderbergh
- Direction artistique : Eric R. Johnson
- Décors : Howard Cummings
- Costumes : Christopher Peterson
- Chorégraphie : Luke Broadlick
- Production : Gregory Jacobs, Channing Tatum, Reid Carolin et Nick Wechsler

Producteur délégué : Steven Soderbergh
- Sociétés de production : Iron Horse Entertainment et Warner Bros.
- Distribution : Warner Bros.
- Budget : 14 800 000 $[2]
- Pays de production :  États-Unis
- Langue originale : anglais
- Format : couleur
- Genre : comédie dramatique, road movie
- Durée : 115 minutes
- Dates de sortie[3] :
  - États-Unis : 1er juillet 2015
  - France : 8 juillet 2015
  - Belgique : 8 juillet 2015
- Classification :
  - États-Unis : R-Restricted (interdit aux moins de 17 ans non accomapgnées d'un adulte)
  - France : Tout public lors de sa sortie en salles et déconseillé aux moins de 12 ans à la télévision.

## Distribution

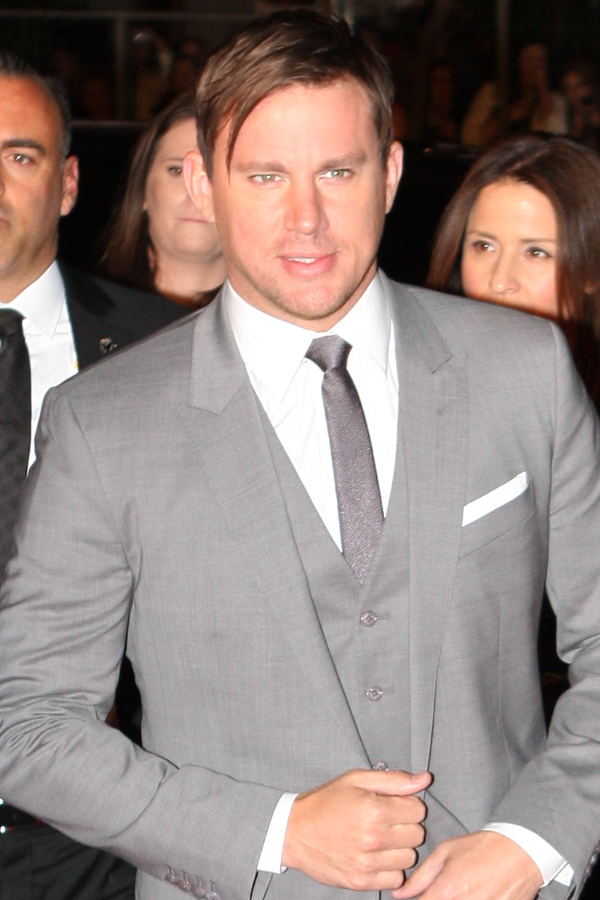
L'acteur principal Channing Tatum à la première du film.

- Channing Tatum (VF : Axel Kiener ; VQ : Frédérik Zacharek) : Michael « Magic Mike » Lane
- Matthew Bomer (VF : Yann Guillemot ; VQ : Philippe Martin) : Ken
- Joe Manganiello (VF : Rémi Bichet ; VQ : Martin Watier) : « Big » Dick Richie
- Amber Heard (VF : Barbara Kelsch : VQ : Nadia Paradis) : Zoé
- Elizabeth Banks (VF : Marie-Eugénie Maréchal ; VQ : Viviane Pacal) : Paris
- Jada Pinkett Smith (VF : Géraldine Asselin ; VQ : Camille Cyr-Desmarais) : Rome
- Andie MacDowell (VF : Rafaèle Moutier ; VQ : Élise Bertrand) : Nancy
- Donald Glover : (VF : Diouc Koma) : André
- Kevin Nash (VF : Gilles Morvan ; VQ : Stéphane Rivard) : « Tarzan » Ernest
- Adam Rodríguez (VF : Xavier Thiam ; VQ : Alexandre Fortin) : Tito
- Stephen "tWitch" Boss (VF : Günther Germain) : Malik
- Michael Strahan : Augustus
- Carrie Anne Hunt : Megan Davidson
- Gabriel Iglesias (VF : Benjamin Penamaria ; VQ : Manuel Tadros) : Tobias
- Ann Hamilton : Diane
- Mary Kraft : Jessica
- Crystal Hunt : Lauren
- Raeden Greer : Charlotte
- Rhoda Griffis : Julia
- Jane McNeill (VF : Sandrine Cohen) : Mae

 Source et légende : version française (VF) sur RS Doublage et selon le carton du doublage français cinématographique.
Source VQ sur Doublage Québec

## Production

### Développement
Dans un question-réponse sur Twitter en 2012, Channing Tatum annonce qu'une suite de Magic Mike est envisagée : « Oui oui, nous travaillons maintenant sur le concept. Nous voulons faire quelque chose de plus grand ».
Gregory Jacobs, premier assistant-réalisateur de Steven Soderbergh sur Magic Mike, reprend ici le poste de réalisateur. Steven Soderbergh reste cependant impliqué comme directeur de la photographie, producteur délégué et monteur.

### Attribution des rôles

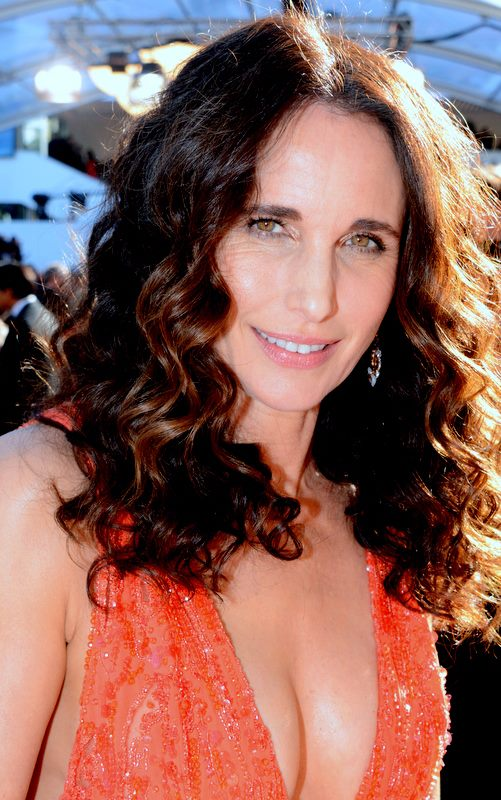
Andie MacDowell interprète ici un second rôle.

Le 17 septembre 2014, le réalisateur Gregory Jacobs annonce à Indiewire que Matthew McConaughey ne reprendra pas son rôle de Dallas. Cela serait dû aux exigences financières trop élevées de l'acteur, à la suite de son Oscar du meilleur acteur pour Dallas Buyers Club.
Alex Pettyfer, qui incarnait Adam « le Kid » dans le premier, n'est pas non plus présent dans cette suite.
Le 18 septembre 2014, Jada Pinkett Smith entre en négociations, avant d'être confirmée quelques jours plus tard dans un rôle initialement écrit pour un homme. Alors que la plupart des acteurs de Magic Mike sont confirmés, Channing Tatum, Matthew Bomer, Joe Manganiello, Kevin Nash, et Gabriel Iglesias, d'autres nouveaux acteurs rejoignent la distribution : Elizabeth Banks, Donald Glover, Amber Heard, Andie MacDowell ou encore Michael Strahan,.
Le personnage de Rome devait initialement être un homme et devait être interprété par Jamie Foxx, comme l'explique Jada Pinkett-Smith : « Dans le premier script, Rome était un homme, et intéressant d'ailleurs. Mais j’ai adoré le potentiel de ce personnage et j'ai été séduite par la perspective de collaborer avec Reid et Greg pour mieux comprendre qui était cette femme et ce qu'elle faisait à la tête d'un tel établissement. Tout cela m’intriguait énormément ».

### Tournage
Le tournage débute le 31 août 2014,. Il a lieu à Myrtle Beach en Caroline du Sud puis à Savannah. Quelques scènes sont ensuite tournées sur Tybee Island dans le comté de Chatham, puis sur l'Île de Jekyll dès le 27 octobre 2014.

## Bande originale
Bandes originales de Magic Mike
Magic Mike
(2012)
La bande originale du film contient des chansons rap et R'n'B de divers artistes comme 112, Ginuwine, R. Kelly, etc. On y retrouve par ailleurs deux reprises faites par l'acteur Matt Bomer.
| 1.  | Pony                                              | Ginuwine                                 | 4:10 |
| 2.  | Ain't There Something Money Can't Buy             | Nick Waterhouse                          | 3:26 |
| 3.  | I Want It That Way                                | Backstreet Boys                          | 3:33 |
| 4.  | Freek’n You                                       | Jodeci                                   | 6:20 |
| 5.  | Sex You                                           | Bando Jonez                              | 3:32 |
| 6.  | Feel it                                           | Jacquees feat. Lloyd & Rich Homie Quan   | 4:20 |
| 7.  | Give It To the People                             | The Child of Lov                         | 3:27 |
| 8.  | Untitled (How Does It Feel) (reprise de D'Angelo) | Matt Bomer                               | 2:55 |
| 9.  | Marry You                                         | Donald Glover                            | 2:03 |
| 10. | Anywhere                                          | 112                                      | 4:04 |
| 11. | All The Time                                      | Jeremih feat. Natasha Mosley & Lil Wayne | 4:25 |
| 12. | Cookie                                            | R. Kelly                                 | 3:45 |
| 13. | Gooey                                             | Glass Animals                            | 4:50 |
| 14. | Heaven (reprise de Bryan Adams)                   | Matt Bomer                               | 3:35 |

## Sortie

### Accueil critique
Le film reçoit des critiques très mitigées. Sur l'agrégateur Rotten Tomatoes, le film obtient 64 % d'opinions favorables, pour 170 critiques comptabilisées. Sur Metacritic, il décroche une moyenne de 60/100 pour 41 critiques.
Sur le site d'Allociné, la presse lui donne une moyenne de 3/5, pour 5 titres de presse. Du côté des avis positifs, Florence Roman du magazine Public écrit notamment « Y a pas de honte à se faire du bien avec cette suite forte en testostérone ». Damien Bonelli du site Critikat.com écrit quant à lui « Délesté de tout militantisme, le féminisme pimpant de Magic Mike XXL s’accommode d’un plaisir retrouvé, perceptible dans l’alchimie du casting ». Dans Le Dauphiné libéré, on peut notamment lire « Adepte du bodybuilding, le grand Magic Mike et ses complices veulent tirer le rideau avec un spectacle éblouissant, mêlant acrobaties, danse et sexe. À ce jeu-là, Channing Tatum, arborant une musculature à faire frémir, se taille la part belle dans un film chaud, chaud, chaud, accordé aux plaisirs de l’été ». Clément Ghys de Libération est quant à lui moins élogieux : « Par son conformisme, sa gentillesse, sa manière de rentrer dans les canons un peu convenus du film de groupe, Magic Mike XXL déçoit en partie. Il n’a pas le détachement froid, l’absence de jugement, les moments de descente de came (réelle et filmique) qui faisaient la mélancolie gazeuse du précédent ».

### Box-office
| Pays ou région    | Box-office      | Date d'arrêt du box-office | Nombre de semaines |
| ----------------- | --------------- | -------------------------- | ------------------ |
| États-Unis Canada | 66 013 057 $    | 24 septembre 2015          | 12                 |
| France            | 152 223 entrées | 22 juillet 2015            | (en cours)         |
| Mondial           | 122 513 057 $   | -                          | -                  |

## Suite
En novembre 2021, Channing Tatum révèle qu'un 3e film est en préparation. Écrit par Reid Carolin et réalisé par Steven Soderbergh, Magic Mike : Dernière danse est tourné courant 2022 et sortira sur HBO Max.